# Hypoviridae
Hypoviridae es una familia de virus endosimbiontes de hongos. Poseen un genoma con ARN de cadena doble como ácido nucleico, por lo que pertenecen al Grupo III de la Clasificación de Baltimore. Se conoce un solo género, Hypovirus que contiene cuatro especies. No son infecciosos (patógenos) y pueden ayudar a reducir la virulencia de otros virus del huésped.
Los virus de esta familia no son verdaderos virus y más bien son un tipo de elementos genéticos móviles o replicones compuestos por una cadena de ARN y una RdRP que descienden de virus de la clase Duplopiviricetes con la pérdida de la cápside. También se los describieron como plásmidos de ARN ya que se comportan de manera similar a un plásmido.

## Descripción
Los virus de la familia Hypoviridae no forman viriones ya que se trata de un tipo de elemento genético móvil viral. Los genomas son lineales, de alrededor de 9 a 13 kb de longitud. El genoma tiene 1 o 2 marcos de lectura abiertos y es no segmentado.
La replicación viral se produce en el citoplasma. La replicación sigue el modelo de replicación de los virus ARN bicatenario. La transcripción de los virus de ARN bicatenario es el método de transcripción. Las rutas de transmisión son por reproducción.

## Hipovirulencia del tizón del castaño
El hipovirus CHV1 es el único hipovirus encontrado en Europa hasta 2000. Es conocido por reducir la virulencia del hongo que causa el tizón del castaño (es decir, hipovirulencia). Cryphonectria parasitica el hongo ascomiceto que se originó en Asia y causa la enfermedad del tizón del castaño en varias especies de castaños. Aunque los síntomas son leves en las especies de castaño asiáticas que han evolucionado conjuntamente con el hongo, son muy graves en la especie de castaño norteamericana C. dentata y también en la castaña dulce europea, C. sativa. El hipovirus se ha utilizado para la protección contra el tizón del castaño en Europa desde la década de 1970.